# Макарий Коласийски
Макарий Коласийски е български духовник, епископ на Кюстендил (Коласия, Баня).
Макарий Коласийски е известен от текста на една приписка на печкия патриарх Паисий от 1619 г., в която се посочва че през същата година патриархът взел за дълг от своя подчинен владика Макарий Кратовски една книга. Самата книга с приписката се съхранява сега в Белградската народна билиотека.
В документа кюстендилският митрополит е именуван като владика Кратовски, което е обяснимо, доколкото за известно време през XVII век. кюстендилските митрополити резидирали в гр.Кратово.